# Giano Vitale
Giovanni Vitale, conosciuto come Giano Vitale o Janus Vitalis (Palermo, 1485 – Roma, 1560), è stato un teologo e poeta italiano del rinascimento neo-latino.

## Biografia
Era un rampollo di una famiglia nobile di origini palermitane; fu ordinato sacerdote e quindi si trasferì prima a Napoli e poi a Roma, dove frequentò l'accademia letteraria di Giano Coricio e dove morì.
Durante il Rinascimento e il Barocco, Vitale influenzò diversi poeti europei di fama. La sua poesia sulle rovine di Roma, dalle quali traspare la grandezza della città eterna, fu adattata al francese da Joachim Du Bellay. A sua volta, la poesia è stata adattata dal francese in inglese da Edmund Spenser, in spagnolo da Francisco de Quevedo, in polacco da Mikołaj Sęp Szarzyński, tra gli altri. Secondo gli studiosi, diversi scrittori hanno tradotto il suo epigramma su Roma perché impressionati dalla struttura della sua rima e soprattutto dal contenuto ideologico. 
Per gli scritti che Vitale gli dedicò, Leone X lo nominò cittadino romano e conte Palatino e gli conferì il titolo di abate. Quando il Papa morì, Vitale scrisse l'epitaffio che fu inciso sulla sua tomba.
A Giano Vitale è stata dedicata una strada di Palermo.

## Opere
- Christianae Poeseos Opvscvla aliquot singularem eruditionem ac pietatem lectu dignissima, 1542
- Panegyris R. D[omi]ni Mathei [Longi] episcopi Gurce[n]sis, 1510
- Imperiae panaegyricus, 1512
- Ianus Vitalis Castalius Leonem X.P.M. Lateranen Episcopatum ingredientem laetabundus admiratur, 1513
- Teratorizion, 1514
- Iani Vitalis Panormitani In divos archangelos hymni 1516
- In psalmum Miserere mei Deus secundum magnam misericordiam tuam : Meditationes. Ejusdem Epithalamium Christi, et Ecclesiae, ejusdem Paraphrases in Psalmos De profundis clamavi, et Deus misereatur nostri, 1553
- Iani Vitalis Panormitani Sacrosanctae Romanae Ecclesiae elogia, 1663